# Тагапи
 Тагапи  — деревня в Глазовском районе Удмуртии в составе  сельского поселения Куреговское.

## География
Находится на расстоянии примерно 22 км на северо-восток по прямой от центра района города Глазов.

## История
Известна с 1802 года как починок На усть-Мучана с 2 дворами. В 1873 году здесь (починок Усть-Мучановской или Тагана) было 6 дворов и 39 жителей, в 1905 (Усть-Мучановский или Тагапи) 13 дворов и 145 жителей, в 1924 году насчитывалось 25 дворов и 191 житель (все удмурты). В 1970-е годы деревня стала «неперспективной».

## Население
В 2002 году постоянное население составляло 24 человека (удмурты 29 %, русские 71 %) , в 2012 году — 9 человек.